# Aaron Shikler

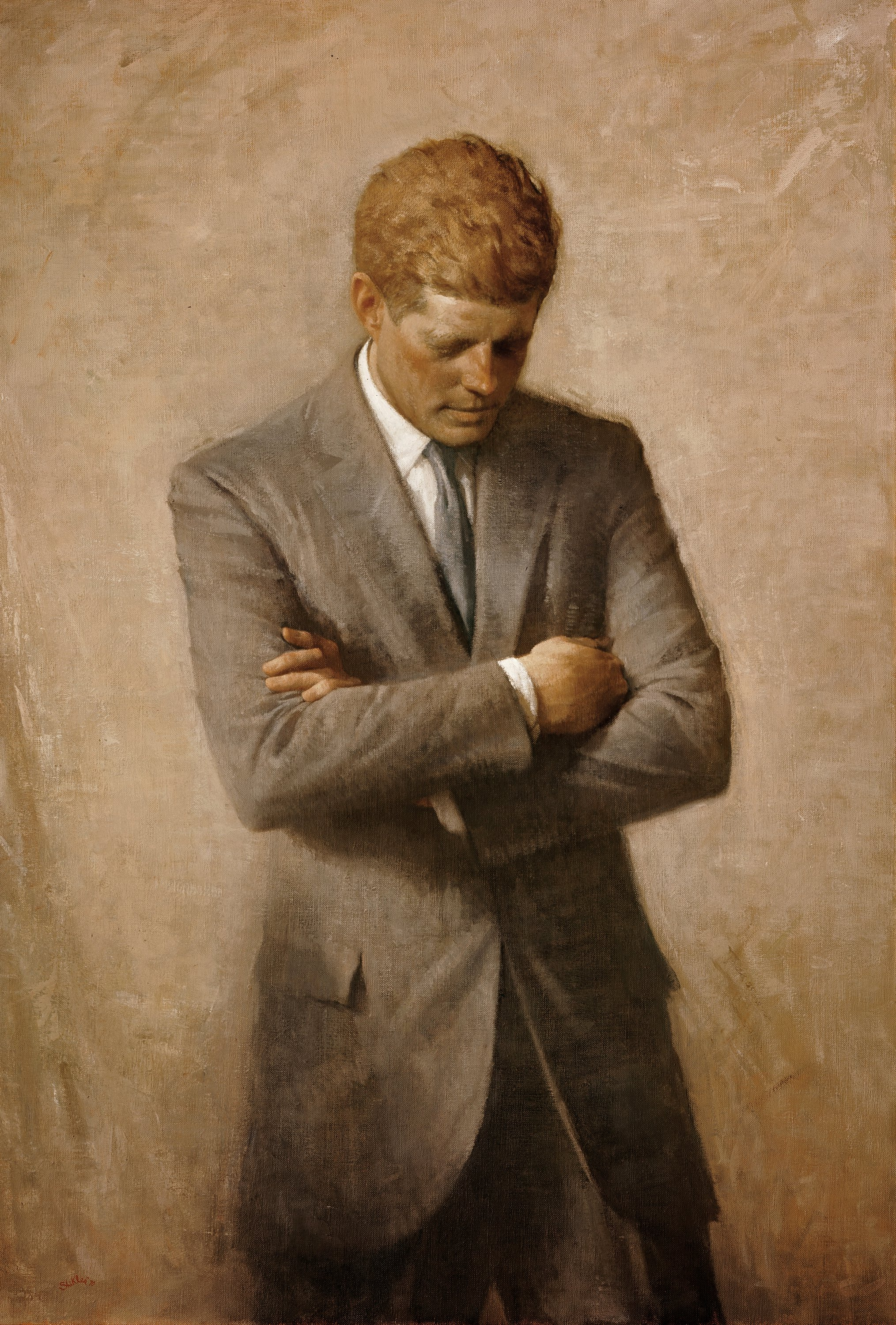
El retrat oficial pòstum de John F. Kennedy, exhibit juntament amb d'altres retrats de presidents estatunidencs al Cross Hall de la Casa Blanca.

Aaron Shikler (Nova York, 18 de març de 1922) és un pintor estatunidenc. És conegut pels seus retrats de personalitats i homes d'estat, entre ells el retrat pòstum de John F. Kennedy, que va esdevenir el retrat oficial de Kennedy a la Casa Blanca després que Jacqueline Kennedy triés Shikler el 1970 per pintar-lo. Ha pintat també els retrats oficials de les Primeres Dames Jacqueline Kennedy i Nancy Reagan, així com retrats dels fills dels Kennedy.
Hi ha nombroses obres seves en col·leccions públiques com les del Brooklyn Museum of Art, el Metropolitan Museum of Art, el Hirshhorn Museum and Sculpture Garden, el New Britain Museum of American Art o la National Academy of Design.